# Gyrineum
Gyrineum is een geslacht van weekdieren uit de klasse van de Gastropoda (slakken).

## Soorten
- Gyrineum aculeatum (Schepman, 1909)
- Gyrineum bituberculare (Lamarck, 1816)
- Gyrineum bozzettii (Beu, 1998)
- Gyrineum concinnum (Dunker, 1862)
- Gyrineum cuspidatum (Reeve, 1844)
- Gyrineum gyrinum (Linnaeus, 1758)
- Gyrineum hirasei (Kuroda & Habe in Habe, 1961)
- Gyrineum lacunatum (Mighels, 1845)
- Gyrineum longicaudatum Beu, 1998
- Gyrineum natator (Röding, 1798)
- Gyrineum perca (Perry, 1811)
- Gyrineum pulchellum (G. B. Sowerby I, 1825)
- Gyrineum pusillum (Broderip, 1833)
- Gyrineum roseum (Reeve, 1844)
- Gyrineum wilmerianum Preston, 1908

### Synoniemen
- Gyrineum (Biplex) Perry, 1810 => Gyrineum Link, 1807
  - Gyrineum (Biplex) perca (Perry, 1811) => Gyrineum perca (Perry, 1811)
- Gyrineum atlanticum Fechter, 1975 => Halgyrineum louisae (Lewis, 1974)
- Gyrineum bufonium Link, 1807 => Bursa bufonia (Gmelin, 1791)
- Gyrineum cuspidataeformis Kira, 1956 => Gyrineum lacunatum (Mighels, 1845)
- Gyrineum echinatum Link, 1807 => Bufonaria echinata (Link, 1807)
- Gyrineum elsmerense English, 1914 † => Reticutriton elsmerensis (English, 1914) †
- Gyrineum louisae Lewis, 1974 => Halgyrineum louisae (Lewis, 1974)
- Gyrineum nanshaensis Zhang, 2004 => Gyrineum lacunatum (Mighels, 1845)
- Gyrineum pacator Iredale, 1931 => Bufonaria margaritula (Deshayes, 1833)
- Gyrineum pusilla (Broderip, 1833) => Gyrineum pusillum (Broderip, 1833)
- Gyrineum pusillus => Gyrineum pusillum (Broderip, 1833)
- Gyrineum verrucosum Link, 1807 => Gyrineum gyrinum (Linnaeus, 1758)